# Armand Gagné
 (juin 2025).
Si vous disposez d'ouvrages ou d'articles de référence ou si vous connaissez des sites web de qualité traitant du thème abordé ici, merci de compléter l'article en donnant les références utiles à sa vérifiabilité et en les liant à la section « Notes et références ».
Armand Gagné, alias Armand de Bourbon né François-Michel Gagné le 18 octobre 1773 à Bougival (Yvelines) et mort le 6 novembre 1792, est un fils adoptif du roi et de la reine de France, Louis XVI et Marie-Antoinette d'Autriche. Le couple royal l'adopte officiellement en 1776. 

## Famille et adoption
Un jour de 1776, la voiture de Marie-Antoinette s'arrête en découvrant un jeune garçon au bord de la route. La reine, ravie de sa beauté, décide de l'amener avec elle. L'enfant refusant, ne voulant être séparé de sa grand-mère, la reine décide tout de même de l'adopter. Adoption simple sans transmission de patronyme, ni de noblesse.
Armand était orphelin et vivait avec ses frères et sœurs chez leur grand-mère, qui n'arrivait pas à s'occuper d'eux. Armand va donc vivre avec la famille royale à Versailles. Il était selon les témoins de l'époque gâté par la reine. Il est assez difficile, et aurait de mauvaises relations avec ses parents adoptifs.

## La Révolution et la mort
Armand quitte sa famille adoptive en 1789 au début de la Révolution, il commence en effet à avoir des sympathies pour les idées républicaines. Il rejoint alors l'armée révolutionnaire, il est tué le 6 novembre 1792, lors de la bataille de Jemappes.